# Раротонгская помарея
Раротонгская помарея (лат. Pomarea dimidiata) — находящаяся под угрозой исчезновения эндемичная птица отряда воробьинообразных семейства монархов, обитающая на острове Раротонга (Острова Кука).
В 1989 году эта небольшая птица была одной из десяти самых редких птиц мира. Из-за того, что её популяция в то время составляла всего 29 птиц, она находилась на грани вымирания. Только благодаря многочисленным охранным мерам удалось незначительно восстановить популяцию. В результате она была переведена из разряда видов в критическом состоянии в разряд угрожаемых видов. Местное название птицы — какерори (kakerori).

## Описание
Возраст птиц, как самок, так и самцов, можно легко определить по окраске оперения. В возрасте одного года оперение светло-оранжевого цвета с жёлтой основой клюва. В возрасте двух лет остаётся оранжевая окраска, но основа клюва приобретает тёмно-синий цвет. В возрасте трёх лет окраска варьируется от серого до оранжевого цвета, цвет клюва чёрный. Птицы старше четырёх лет полностью имеют серую окраску с чёрным клювом.
Длина птиц — около 14 см, масса — до 22 граммов.

### Ареал
Птица является эндемиком острова Раротонга, крупнейшего острова архипелага Кука. Встречается только в долинах Тотокоиту (Totokoitu), Туроа (Turoa) и в западной части долины Авана (Avana). В середине XIX века популяция птицы была достаточно крупной, однако в начале XX века птица стала вымирающим видом.
В августе 2001 года 10 особей раротонгской помареи были поселены на остров Атиу, где они благополучно начали гнездиться.

### Место обитания
Раротонгская помарея обитает в лесистых долинах, которые защищены от господствующих ветров юго-восточного направления.

## Образ жизни
Птицы очень любознательные, привязаны к своей территории. После достижения года или двух большинство молодых птиц покидает родительскую территорию в поисках своей, хотя часто остаются с ними, защищая совместно территорию и заботясь о птенцах. Взрослые пары раротонгской помареи остаются на определённой территории в течение года.
Период гнездования — октябрь—февраль. Гнёзда, которые в основном плетутся из мха, достаточно крупные. В кладке — 1 или 2 яйца.
Значительное сокращение популяции этих птиц связано с постоянными набегами крыс и домашних кошек, которые были завезены на Раротонгу европейцами, а также частыми тропическими циклонами.
В 2001 году популяция раротонгской помареи составляла 248 птиц.